# جون ك. ويليام
جون ك. ويليام (بالإنجليزية: John K. Hale)‏ هو سياسي أمريكي، ولد في 1807. انتخب عضو جمعية ولاية نيويورك وانتخب عضو مجلس ولاية نيويورك.